# Shellycoat
Der Shellycoat ist ein schottischer Wassergeist, der oft unvorsichtige Wanderer in den nassen Tod zieht. Er trägt ein Muschelkleid und wird als überaus hübsch beschrieben. Von dieser Gegebenheit leitet sich auch der Name dieser Wesen ab (eng. shell „Muschel“, coat „Mantel“). Das Klappern der Muscheln verrät dem aufmerksamen Wanderer seine Anwesenheit. Auf Walisisch heißen sie Gwragedd Annwn.
Für den Shellycoat ist es ein großer Spaß, Menschen an seine Quelle zu locken und sie dort zu erschrecken, deshalb wird er zu den Bogeymen gezählt.
In seinem Buch Deutsche Mythologie beschreibt Jacob Grimm den Shellycoat als Entsprechung des germanischen Schellenrocks.
Shellycoats spielen eine große Rolle in der Buchreihe Mondsilber von Marah Woolf.